# كارلا بيريز
كارلا بيريز (بالبرتغالية: Carla Perez‏) هي مقدمة تلفزيونية ومغنية برازيلية، ولدت في 16 نوفمبر 1977 في سالفادور في البرازيل.

## وصلات خارجية
- الموقع الرسمي
- كارلا بيريز على موقع IMDb (الإنجليزية)
- كارلا بيريز على موقع ديسكوغز (الإنجليزية)
- كارلا بيريز على موقع قاعدة بيانات الفيلم (الإنجليزية)